# Abella Danger
Abella Danger (sinh ngày 19 tháng 11 năm 1995) là một nữ diễn viên khiêu dâm người Mỹ.

## Sự nghiệp
Danger đã thực hiện bộ phim khiêu dâm dành cho người lớn vào tháng 7 năm 2014 cho Bang Bros. Cô di chuyển từ Miami, Florida đến Los Angeles, California sau khi quay tám cảnh . Cô đã là Twistys Treat of the Month trong Tháng 7 năm 2016. Cô đã tham dự Triển lãm Giải trí dành cho Người lớn của AVN. Cô đã xuất hiện trên các phương tiện thông tin đại chúng khác ngoài các phương tiện truyền thông dành cho người lớn, bao gồm các trang web như Elite Daily  và International Business Times .

## Đời tư
Cô ấy là người Mỹ gốc Do Thái Ukrainian  với các số đo là 34C-27-39  Trong ít nhất hai cuộc phỏng vấn, cô đề cập đến thú vui khiêu vũ trong thời gian rảnh rỗi của mình .

## Giải thưởng và các đề cử

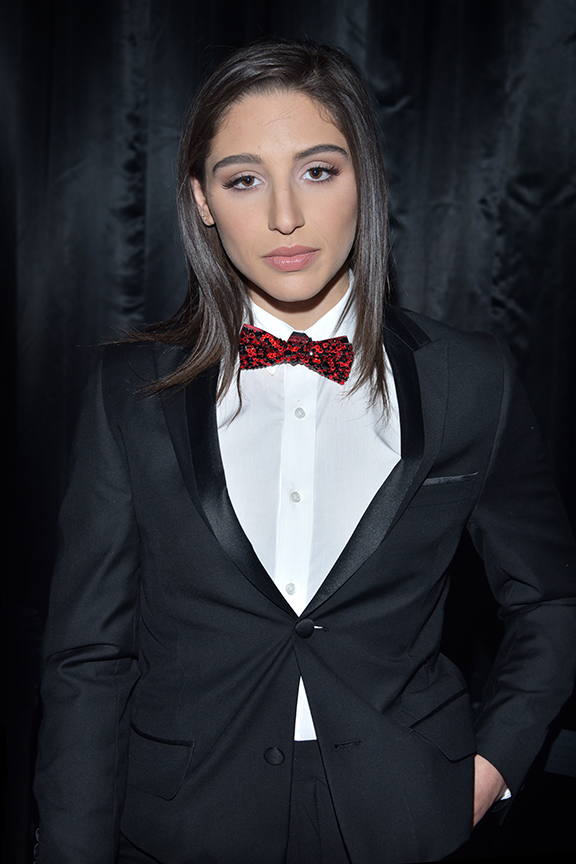
Danger tại AVN Awards Show ở Las Vegas, Nevada, tháng 1 năm 2017

| Năm  | Kết quả   | Giải thưởng                                                          | Phim                   |
| ---- | --------- | -------------------------------------------------------------------- | ---------------------- |
| 2016 | Đoạt giải | Best New Starlet                                                     | —                      |
| 2016 | Đề cử     | Best POV Sex Scene (with Manuel Ferrara)                             | Manuel's Fucking POV 4 |
| 2016 | Đề cử     | Best Three-Way Sex Scene - B/B/G (with Mick Blue & Marco Banderas)   | Big Round Asses        |
| 2016 | Đề cử     | Best Three-Way Sex Scene - G/G/B (with Keisha Grey & Manuel Ferrara) | Oil Overload 13        |
| 2016 | Đoạt giải | Hottest Newcomer (Fan Award)                                         | —                      |

| Năm  | Kết quả   | Giải thưởng        |
| ---- | --------- | ------------------ |
| 2017 | Đoạt giải | Best Star Showcase |

| Năm  | Kết quả   | Giải thưởng      |
| ---- | --------- | ---------------- |
| 2016 | Đoạt giải | Best New Starlet |

| Năm  | Kết quả   | Giải thưởng |
| ---- | --------- | ----------- |
| 2016 | Đoạt giải | New Starlet |

| Năm  | Kết quả   | Giải thưởng                             |
| ---- | --------- | --------------------------------------- |
| 2016 | Đoạt giải | Best Female Performer - Editor's Choice |